# Talsperre Reventazón
Die Talsperre Reventazón (spanisch Represa Reventazón) ist eine Talsperre mit Wasserkraftwerk in der Provinz Limón, Costa Rica. Sie staut den Reventazón zu einem kleinen Stausee. Die Stadt Siquirres befindet sich 8 km nordöstlich der Talsperre. Die Hauptstadt San José liegt ca. 40 km südwestlich der Talsperre.
Mit dem Bau der Talsperre und des zugehörigen Kraftwerks wurde 2010 begonnen. Das Kraftwerk ging im März 2016 in Betrieb. Die offizielle Inbetriebnahme durch den derzeitigen Staatspräsidenten Costa Ricas, Luis Guillermo Solís, erfolgte am 16. September 2016. Das Kraftwerk ist im Besitz des Instituto Costarricense de Electricidad (ICE) und wird auch von ICE betrieben.

## Absperrbauwerk
Das Absperrbauwerk besteht aus einem CFR-Damm mit einer Höhe von 130 m. Die Länge der Dammkrone beträgt 540 m und ihre Breite 9 m. Das Volumen des Bauwerks liegt bei 9 Mio. m³.
Der Staudamm verfügt sowohl über einen Grundablass als auch über eine Hochwasserentlastung. Über den Grundablass können maximal 500 m³/s abgeleitet werden, über die Hochwasserentlastung maximal 10.000 (bzw. 11.379) m³/s. Das Bemessungshochwasser liegt bei 11.379 m³/s; die Wahrscheinlichkeit für das Auftreten dieses Ereignisses wurde mit einmal in 10.000 Jahren bestimmt.
Vom Staudamm wird das Wasser zunächst durch einen Tunnel (Länge 1,672 km, Durchmesser 9,4 m) und daran anschließend durch eine Druckrohrleitung zur Maschinenhalle des Kraftwerks geleitet. Die Gesamtlänge von Tunnel und Druckrohrleitung beträgt 4,2 km.
Während der Bauzeit wurde der Reventazón durch 2 Tunnel (Länge 680 m, Durchmesser 14 m) umgeleitet. Nach der Fertigstellung des Damms wurden die beiden Tunnel verschlossen.

## Stausee
Bei Vollstau erstreckt sich der Stausee über eine Fläche von rund 6,9 km² und fasst 118 Mio. m³ Wasser. Die Seelänge liegt bei 8 km.

## Kraftwerk
Das Kraftwerk Reventazón (spanisch Planta Hidroeléctrica Reventazón) verfügt über eine installierte Leistung von 305,5 MW.
Die vier Francis-Turbinen des Kraftwerks leisten jede maximal 73 (bzw. 74) MW und die zugehörigen Generatoren 86,2 MVA. Die Nenndrehzahl der Turbinen liegt bei 300/min. Die Nennspannung der zugehörigen Generatoren beträgt 13,8 kV. Zusätzlich gibt es noch eine kleinere Francis-Turbine mit horizontaler Welle und 13,5 MW Leistung. Der Anschluss an das Hochspannungsnetz erfolgt über eine 1,8 km lange Freileitung an eine bereits bestehende 230-kV-Leitung.
Als Fallhöhe werden 133,4 m angegeben. Der Durchfluss liegt bei 240 m³/s.

## Sonstiges
Die Gesamtkosten des Projekts werden mit 1,216 (bzw. 1,345 oder 1,4) Mrd. USD angegeben. Die Inter-American Development Bank (IADB) stellte eine Finanzierung in Höhe von 200 Mio. USD zur Verfügung. Die Kosten waren von der IADB im Jahr 2012 auf 1,1 Mrd. USD geschätzt worden.
Die Turbinen, Generatoren sowie weitere elektromechanische Ausrüstung wurden von VA Tech Hydro, der heutigen Andritz AG geliefert.